# 良七世
教宗良七世（拉丁語：Leo PP. VII；？—939年7月13日）天主教会第126代教宗。本名不詳，於936年1月至939年7月13日岀任教宗。
利奧七世出身罗马本笃会修道士。历任司祭、枢機卿。935年，先代若望11世去世，936年1月被选为新教宗。掌权的阿尔贝里克二世改革了意大利的修道院制度，并邀请了奥东担任克鲁尼修道院院长。939年7月13日，利奧七世在位3年半去世。

## 譯名列表
- 良七世：天主教香港教區禮儀委員會：禧年專頁 （页面存档备份，存于）、香港天主教教區檔案　歷任教宗 作良。
- 利奧七世：《大英簡明百科知識庫》2005年版[永久] 作利奧。
- 利奧七世、列奧七世或萊奧七世：《世界人名翻譯大辭典》1993年版作利奧。
- 雷歐七世：國立編譯舘[永久] 作雷歐。